# (541077) 2018 QX1
(541077) 2018 QX1 es un asteroide perteneciente al cinturón de asteroides descubierto el 11 de enero de 2008 por el equipo del Mount Lemmon Survey desde el Observatorio del Monte Lemmon, Arizona, Estados Unidos.

## Designación y nombre
Designado provisionalmente como 2018 QX1.

## Características orbitales
2018 QX1 está situado a una distancia media del Sol de 2,592 ua, pudiendo alejarse hasta 2,901 ua y acercarse hasta 2,284 ua. Su excentricidad es 0,118 y la inclinación orbital 13,31 grados. Emplea 1524,93 días en completar una órbita alrededor del Sol.

## Características físicas
La magnitud absoluta de 2018 QX1 es 16,6. Tiene 3,281 km de diámetro y su albedo se estima en 0,054. 